# Cessna Citation Sovereign
Die Cessna Citation Sovereign ist ein zweistrahliges Geschäftsreiseflugzeug des US-amerikanischen Flugzeugherstellers Cessna und gehört zur Flugzeugfamilie der Citation. Zurzeit ist die Citation Sovereign, nach der Cessna Citation X, der zweitgrößte Jet von Cessna.

## Geschichte
Die Cessna Citation Sovereign (auch Cessna 680) basiert auf der Cessna Citation Excel. Vorgestellt wurde der Midsize Jet 1998 auf der NBAA-BACE in Las Vegas. In den 1990er Jahren sah Cessna ein wachsendes Interesse an einem Jet zwischen den bestehenden Varianten Excel/XLS(+) und X. Der Erstflug fand am 27. Februar 2002 statt, welchem im Juni die Zulassung durch die FAA folgte. Noch im selben Jahr begann die Auslieferung an die ersten Kunden.
Das Flugzeug wird von zwei Pratt & Whitney Canada PW306C angetrieben, die über FADEC gesteuert werden, was eine Neuerung im Bereich der Cessna Citation darstellt.
Nach der erfolgreichen Einführung der Citation Latitude und Longitude wurde die Produktion 2021 eingestellt.

## Technische Daten

### Allgemeine Angaben
| Passagiere     | 8–12                       |
| Landepiste     | 808 m                      |
| Startstrecke   | 1109 m                     |
| Kaufpreis      | $ 17,066 Mio.              |
| Besatzung      | 2 (Pilot/Copilot)          |
| Betriebskosten | $ 2199 pro Stunde          |
| Triebwerke     | 2 × Pratt & Whitney PW306C |

### Abmessungen
| Länge           | 19,35 m  |
| Spannweite      | 19,3 m   |
| Höhe            | 6,2 m    |
| Flügelfläche    | 47,93 m² |
| Flügelstreckung | 7,8      |
| Kabinenlänge    | 7,7 m    |
| Kabinenhöhe     | 1,73 m   |
| Kabinenbreite   | 1,68 m   |
| Kabinenvolumen  | 19,25 m³ |

### Massenangaben
| Leermasse       | 8219 kg   |
| max. Nutzlast   | 1216 kg   |
| max. Startmasse | 13.744 kg |
| max. Landemasse | 12.292 kg |

### Leistungen
| Langstreckengeschwindigkeit | 711 km/h                 |
| max. Reisegeschwindigkeit   | 850 km/h                 |
| max. Reichweite             | 5273 km                  |
| Dienstgipfelhöhe            | 47.000 ft (ca. 14.330 m) |
| Schub                       | 2 × 25,27 kN (5686 lbs)  |